# Bashaw
Bashaw is een plaats (town) in de Canadese provincie Alberta en telt 796 inwoners (2006).